# Patrick Vollat
Patrick Vollat (* 1949 in Lyon) ist ein französischer Mathematiker und Jazzpianist.

## Leben
Vollat hat als Kind Klavier gelernt und dann Mathematik studiert. Er war seit 1976 an der École nationale des travaux publics de l’État (ENTPE) als Mathematikdozent tätig. Er beschäftigte sich u. a. mit Turingmaschinen und Anwendungen des Maple-Systems. 
Seit Mitte der 1970er Jahre ist Vollat zudem regelmäßig als Pianist in verschiedenen Gruppen der Lyoner Association à la Recherche d’un Folklore Imaginaire in Erscheinung getreten und hat auch kompositorisch dazu beigetragen, die Jazzrichtung der Imaginären Folklore zu entwickeln. Er spielte und nahm auf mit dem Workshop de Lyon (1975), mit dem ersten Quintett von Louis Sclavis, mit dem Marmite Infernal (1979–1990), aber auch mit einem seit 1980 bestehenden Duo mit Saxophonist Alain Rellay (das zeitweilig mit Schlagzeuger Christian Rollet zum Trio Vollat Trois wurde), mit Colette Magny und im Duo mit Bassist Jean Bolcato. Darüber hinaus tritt er als Solist auf. Nach einem Solo-Auftritt auf dem Total Music Meeting 1984 hieß es im Jazz Podium: „Vollat benutzte sowohl die Tasten als auch die Saiten. Es verblüfft, dass er die entrücktesten und verrücktesten Klangkumulationen gerade nicht durch das Anreißen der Saiten oder deren Präparierungen zauberte, sondern durch ausgeklügelte Akkord-Kombination. Seine Akkordballungen wechseln mit exzessivem Clusterspiel, das Vollat nie aus der Kontrolle gerät und dessen Strukturierung er offenlegte.“

## Mathematische Veröffentlichungen
- Corrigés des problèmes de mathématiques des concours d'entrée à l'ENTPE, Eyrolles, 1989
- Calculabilité effective et Algorithmique théorique, Eyrolles, 1989

## Diskografie (Auswahl)
- Vol à trois AM015 (1992)
- Ocean View (Blou Lék Souit) RV3 (2000)